# Superbrandstof en pikante saus
 Superbrandstof en pikante saus  is een verhaal uit de Belgische stripreeks Piet Pienter en Bert Bibber van Pom.
Het verhaal verscheen voor het eerst in Gazet Van Antwerpen van 25 juli 1970 tot 24 november 1970 en als nummer 28 in de reeks bij De Vlijt.

## Personages
- Piet Pienter
- Professor Kumulus
- Susan
- Bert Bibber
- Professor Willibaldus Van Bruin
- De heren Vlam & Boem
- Detective Opknapper

## Albumversies
Superbrandstof en pikante saus verscheen in 1971 als album 28 bij uitgeverij De Vlijt. In 1996 gaf uitgeverij De Standaard het album opnieuw uit.